# Facebookへの批判

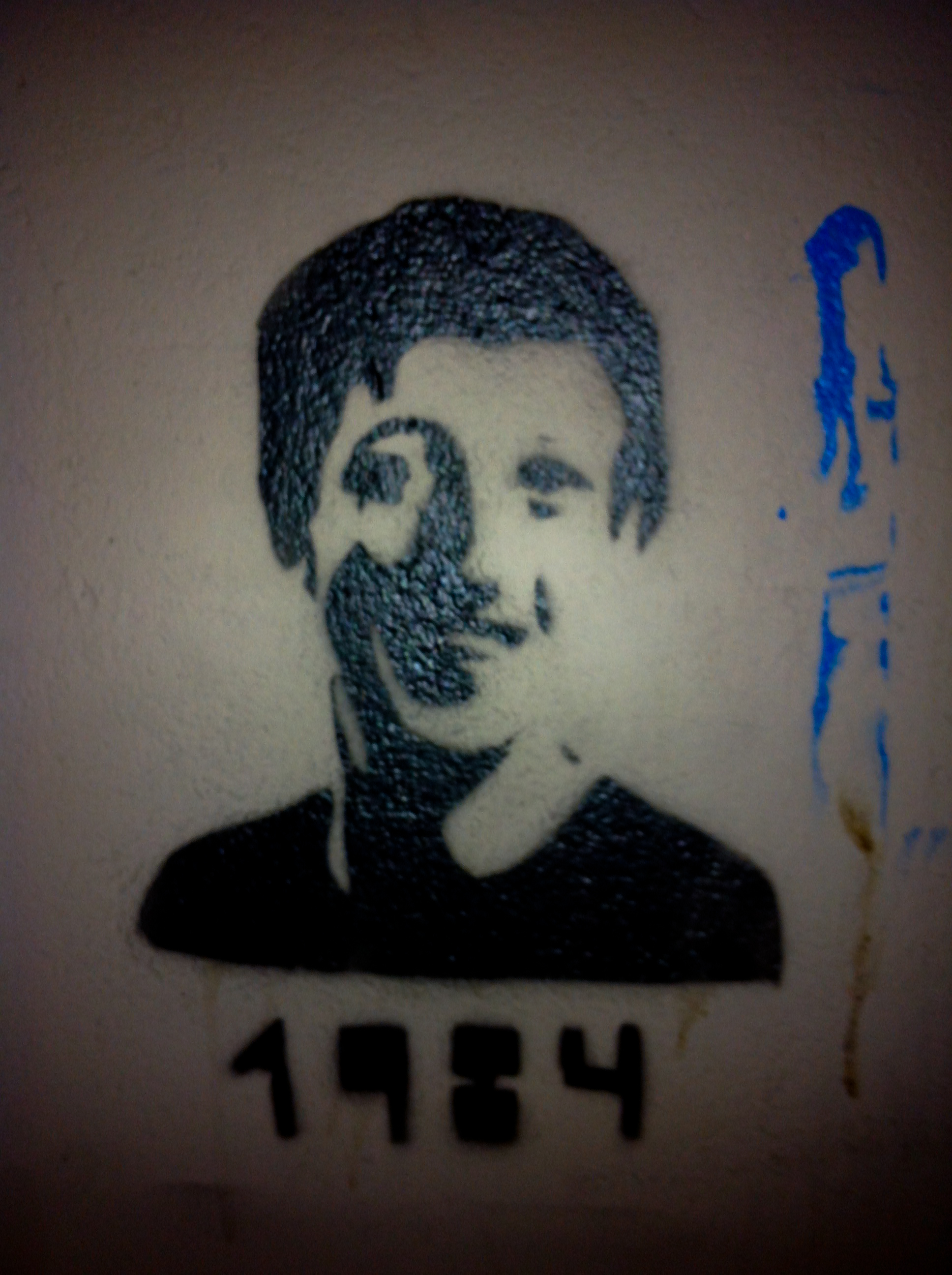
ドイツのベルリンで見つかったマーク・ザッカーバーグの顔とジョージ・オーウェルの1984を示す落書き

Facebookへの批判（フェイスブックへのひはん）では、ソーシャル・ネットワーキング・サービス「Facebook」に対する批判について取り扱う。
Facebookはオンラインプライバシー、子供の安全性、ヘイトスピーチ、コンテンツを手動で削除した後でないとアカウントの削除ができない、などの点で批判を受けた。2008年には、論争の対象となっている個人やグループのページに広告が表示されていたため、多くの企業がFacebookサイトから広告を削除した。利用者ページ、グループ、ブログ、フォーラムの内容は賛否両論あったり炎上しやすい話題（例えば、政治、宗教、性など）を促進したり、長期にわたり議論させたりすることで批判を受けてきた。サイトの内外での検閲の問題もあった。
Facebookによる変更、特に2008年にリリースされた新形式および（削除されたコンテンツの期限切れによる自動削除についての）Facebookの利用規約も批判されてきた。Facebookは何度も訴訟を受けている。
co.uk

## プライバシーに関する懸念

### 2011-2012年における会員情報露出の拡大
電子フロンティア財団は、個人情報アグリゲーションテクニック「コネクション」 と「インスタント・パーソナライゼーション」が、利用者が公開したくない個人情報に、誰でもアクセスできる手段を提供しているとした。
利用者が「いいね」ボタンをクリックするほとんどの物に対して「コネクション」が作成され、Facebookは、その関係を公開情報として扱う。Facebook上のあるページを「いいね」すると「コネクション」が公開される。利用者がFacebookや無関係なウェブサイトの映画やレストランを「いいね」し（かつ、そのサイトがFacebookのオープングラフ システムを利用している場合）、そのことでFacebookの該当ページや提携ウェブサイトの公開コネクションを作成する。
『オプトアウトしていない利用者については、「インスタント・パーソナライゼーション」は「インスタントデータ漏洩」である。イェルプ やパンドラ やマイクロソフト・ドックス など、そのパイロットプログラムに参加しているサイトを訪問すると、サイトは利用者の氏名、写真、性別、現住所、友達リスト、「いいね」を押した全てのページ--すなわち、Facebookが公開している全ての情報--を取得することができる。利用者がインスタント・パーソナライゼーションをオプトアウトしたとしても、友人がインスタント・パーソナライゼーションウェブサイトを利用したなら、まだデータ漏洩が起こる。利用者が個別のアプリケーションをブロックしない限りは、友人の活動は利用者の情報を無料で配布する可能性がある』という指摘がある。

### 2007年の問題
大手インターネットニュースサイトによると、2007年8月に、訪問者がサイトを閲覧したことで、Facebookのホームページおよび検索ページを生成するために使用されるコードが誤って公開された Facebookサーバの設定に問題があり、生成されるべきウェブページの代わりにPHPコードが表示され、サイトでの個人情報の安全性について懸念が高まった。ある訪問者はそのサイトデータをコピーし公開したが、後でそのコードは彼のウェブ掲示板から削除された。彼はFacebookより呼び出され法的手段を取ると脅迫されたと主張している Facebookの返事は、その記事を掲載したサイトで引用された。。
| 「 | 単純なウェブサーバの設定誤りによりフェイスブックウェブページを表示する小さなコードの一部が少数の利用者に露出したが、ただちに修正された。それはセキュリティが破られたわけではなく利用者データを流出するわけではない。このコードはフェイスブック利用者インターフェースにフェイスブックのあまり役に立たない知見を提供するだけである。このコードの再配布は違法行為であり、当社は配布をしないよう要請する。 | 」 |

11月にFacebookはビーコンというシステム)を立ち上げ、サードバーティウェブサイトがFacebook作成のスクリプトを自分のサイトに設置し、それを利用してFacebook利用者の自分のサイトでの行動に関する情報をFacebookに送信し、そのことが重大なプライバシー上の懸念を呼び起こした。利用者の購入履歴やゲームのプレイ履歴のような情報が利用者のニュースフィードで公開された。このアクションに関する通知メッセージはサードパーティのサイトにあらわれ、利用者にキャンセルするチャンスを与え、また、利用者はFacebookサイトにおいてもキャンセルできる。元々の仕様は、何のアクションも起こさなかった場合自動的に公開されるものであった。11月29日に、ビーコンにより集められたストーリーが公開される前に、利用者の確認が必要になった。
12月1日、ビーコンプログラムに関するFacebookの信用性にさらなる疑問が投げかけられた。ニューヨーク・タイムズ誌がマーク・ザッカーバーグがウソをつき、コカコーラがプログラムの逆コースを行くことに関してウソをついたような印象を与えたと非難した。CA社のセキュリティエンジニアは2007年11月29日のブログ記事でFacebookは消費者がオプトアウトした場合やさらにはFacebookのサイトにログインしていない場合でも、アフィリエイトサイトからデータを収集していると主張している。2007年11月30日、CAセキュリティブログの記事で、ビーコンプログラムで収集されたデータについてのFacebook の声明 を掲載した。
| 「 | フェイスブック利用者がビーコンを参加サイトで有効化したアクション行うと情報がフェイスブックに送られ、フェイスブックはビーコンを技術的に操作する。フェイスブック利用者が「パートナーサイト通知は行わない」を選択するとフェイスブックはデータを使用せずサーバから削除する。それとは別にフェイスブックは利用者がログイン中かを判断し参加サイトからフェイスブックに送られるデータも存在する。その場合、フェイスブックは情報を個々の利用者アカウントと関連付けず同様にデータを削除する。 | 」 |

ビーコン・サービスは、2009年9月にFacebookに対する集団訴訟の和解に伴い終了した。

### ニュースフィードとミニフィード
2006年9月5日に、Facebookは「ニュースフィード」と「ミニフィード」と呼ばれる2つの新機能を導入した。1つめの新機能ニュースフィードはFacebook利用者のホームページに、メンバーの友人のFacebookアクティビティを表示する。2番目の機能「ミニフィード」は各メンバーのプロフィールページに同様のイベントを記録するものである。 メンバーは、希望すれば手動でそれらのミニフィードから項目を削除することができ、プライバシー設定により各ミニフィードで何が公開されるかを制御できる。
Facebook利用者の中にはまだニュースフィードとミニフィードシステムからのオプトアウトが必要と考えるものもいる。一例として、「スチューデンツ・アゲンスト・Facebook・ニュース・フィード」 というグループは2006年には74万人のメンバーがいた。 利用者の懸念に反応して、Facebookは利用者がニュースフィードで公開される情報をある程度制御できるようにする新しいプライバシー機能を開発した。 その後のニュース記事によると、その追加プライバシーオプションは妥協案として広く一般に受け入れられていた。
2009年12月に、Facebookはニュースフィードとミニフィードに対するプライバシー制御機能を削除した。 この変更により、利用者がウォール（すなわち公開ニュースフィード）で公開されるアクティビティを制御することが不可能になった。利用者は何でも投稿できるため、このことで特定のグループの人々やその他の手段で他人を攻撃することができる。
2010年5月、Facebookはプライバシーコントロール機能を追加し、プライバシー設定を整理し、利用者が公開ニュースフィードにブロードキャストされるステータス更新やその他の情報をコントロールできるようになった。新しいプライバシー設定の中でも特筆すべきなのは、利用者が投稿したステータスアップデートを誰が見られるかをコントロールできる機能である。（全員、友人の友人、友人のみ）利用者は同様に特定の人のステータスの更新を非表示にすることができる。 しかし、「いいね」を押したり写真や友人のステータスアップデートにコメントする利用者はそれが（一方的であっても）友人のニュースフィードにあらわれることを防ぐことはできない。「特定ユーザへのプレビュー」というオプションは特定の友人から見えるものをフィルターアウトするために使われていたが、その利用者のタイムラインを示すだけであり、タイムラインから欠けている項目がその友人自身のニュースフィードに現れるかどうかはわからない。

### 政府の捜査要請への協力
政府や地方自治体は、犯罪の捜査や犯罪の立証するための証拠集め、位置情報の提供、動機の証明、アリバイの証明や反証、通信事実の取得のため、Facebookや他のソーシャルネットワークに依存している。連邦政府や州や地元警察は、公開されているプロフィールだけでなくFacebookが自発的に提供する情報も得ている。Facebookは政府の召喚状や要請に大しては自発的に情報を提供しているが、181日以内の未開封メッセージには捜査令状と連邦法令に定められた相応の理由が必要である。法学者ジュンイチ・セミツは、「ペイス・ロー・レビュー」 に発表した記事において「政府が犯罪活動の相応の疑いが無く、利用者が最も厳密なプライバシーコントロールを設定したとしてもFacebook利用者達は連邦法が"プライベート"なコンテンツや通信が自分の不利な証拠として使われることを阻止することはできない」と述べた" Facebookのプライバシーポリシー は「当社は詐欺等の違法活動を防止するため、当社と利用者を『権利と義務の声明』の違反行為から守るために情報共有を行う。これには、他の企業、弁護士、裁判所又は他の政府機関との情報共有を含まれている」とある。米国最高裁は情報を第三者と共有するプライバシー権を合衆国憲法修正第4条に認めなかったため、議会はFacebookのようなソーシャルネットワーキングサイトでのほとんどの通信を守るための電気通信プライバシーに関する法令 の有意義な改正ができなかった。連邦法上、あるいは、憲法上で政府が証拠漁りの要請を行うことを防ぐ権利はなく、違法行為を示唆する利用者のプライバシー情報を禁止するFacebookのプライバシーポリシーは存在しない。
数人の親パレスチナ活動家達が彼らのインターネット・ウェブサイト内で、彼らがイスラエルに入って破壊活動を引き起こすと、彼らの友人達に宣言していた。2011年7月、イスラエル当局はその事実をFacebookの助けを得てを知り、関係国の外務省にそのウェブページの存在を教えた。これが元で、活動家たちがヨーロッパからテルアビブに向かう飛行機での移動は阻止された。
2013年6月には、アメリカ国家安全保障局のPRISMを始めとするアメリカの情報機関に、個人情報が提供されていたことが明らかになった。

### CIPPICからの苦情
2008年5月31日、カナダ国インターネット法制および公益相談所 CIPPIC（） の局長フィリッパ・ローソンは35ページに及ぶFacebookに対する苦情の申立をカナダの個人情報・電子文書保護法 PIPEDA（） に基づきプライバシー局に対して行った。オタワ大学法学部の学生リサ・ファインバーグ、ハーレー・フィンケルシュタイン、ジョーダン・エリック・プレナーは、「プライバシー侵害の地雷原」訴訟を開始した。Facebookのクリス・ケリーはその主張にこう反論した。「苦情を精査した結果重大な事実誤認を発見した — とりわけ殆ど全てのFacebookのデータは利用者が自発的に共有しているものであることを無視していることだ」 プライバシー局長補佐エリザベス・デナムは、2009年7月16日に調査結果の報告書を発表した。 その中で、CIPPIC の苦情の中には、十分な根拠があるものもあったとしている。Facebookは提言の一部（すべてではなく）を遵守することに合意した。 局長補佐は、Facebookは、利用者が個人情報の第三者への開示のために十分な同意を得ておらず、個人情報の第三者の開発者による不正なアクセスを確保するために適切な安全対策を取らなかったと結論づけた。

### データマイニング
調査およびデータマイニングの手段として、Facebookの利用に関して懸念の声が上がっている。Facebookのプライバシーポリシーにはかつてこう記されていた。「当社では他の情報源から利用者に関する情報を収集する可能性があります。例えば、新聞、ブログ、インスタント・メッセージング、他利用者のFacebookの情報等などのインターネット情報源を含むがそれだけに限りません」 しかしながらプライバシーポリシーは現在では更新されてこうなっている。「弊社は、他のFacebook利用者から収集した情報を使用して、利用者のプロフィールを補足することがあります(写真でタグ付けされた場合や、近況アップデートで取り上げられた場合など)。その場合は通常、そのコンテンツを削除できるか(写真のタグを削除するなど)、プロフィールの公開範囲を制限できるようになっています。 新聞、ブログ、インスタントメッセージングサービスなどの他の情報源を利用して情報収集する項は、削除された。
Facebookと無関係な個人によるデータ・マイニングは懸念されていた。それは2人の マサチューセッツ工科大学学生が自動化スクリプトを利用して、7万名のFacebookのプロフィールを4つの学校（マサチューセッツ工科大学、ニューヨーク州立大学、オクラホマ大学、ハーバード大学）からダウンロードすることができたことで証明された。これは、Facebookのプライバシーの研究プロジェクトの一部として 2005年12月4日に発表された。 その後、Facebookは利用者のセキュリティを強化しこう答えた。「弊社はフィッシングやマルウェアに対する多くの防御策を講じた。(短時間に多くの短いメッセージ、悪いと知られているリンクを含むメッセージを送出する異常な活動に基づき）認証が破られたと考えられるアカウントを検出する、背後で動く複雑な自動的なシステムが含まれる。」
「弊社は提携する責任ある企業を含む、第三者と情報を共有する可能性があります」という2番目の項は、Facebookが利用者のデータを私企業に売ることを許すとして、利用者からの非難を浴びた。この懸念について、広報担当者クリス・ヒューズは「簡単に言えば、弊社はサードパーティ企業に利用者の情報を提供したこともないし、将来する予定もない」と述べた。 Facebookは最終的には、プライバシーポリシーからこの項を削除した。
以前は、サードパーティ製のアプリケーションは、ほぼすべての利用者情報へアクセスできていた。Facebookのプライバシーポリシーは、以前このように述べていた。「Facebookはプラットフォームの開発を選別・承認しないし、プラットフォームの開発者が個人情報をどのように使用するかをコントロールできない。」  しかし、その文言はその後削除された。サードパーティ製のアプリケーションについては、プライバシーポリシーの「事前に承認されたサードパーティのウェブサイトおよびアプリケーション 」節で現在述べられている。
| 「 | 弊社は、フェイスブックで有益なソーシャル体験をお届けするために、事前に承認された外部プラットフォームアプリケーション及びウェブサイトを利用した利用者の一般情報を提供することがあります（フェイスブックにログインしている場合）。同様に、友達が事前承認済みのウェブサイトやアプリケーションを利用する場合も、友達とそのウェブサイトやアプリケーションでつながりになることができるよう、利用者の一般情報を提供することがあります（そのウェブサイトまたはアプリケーションでアカウントを持っている場合）。その場合、フェイスブックはこれらのウェブサイトとアプリケーションに対して、承認プロセスを実行し、利用者のプライバシー保護のための合意を別途締結することを要求します。この同意には、利用者の一般情報へのアクセスと削除に関する条項や、利用者が当該のサービスを利用しないよう選択できる機能が含まれます。事前承認済みのウェブサイトおよびアプリケーションでの即時パーソナライゼーションは、アプリケーションとウェブサイトのプライバシー設定で利用を停止することができます。また、特定の事前承認済みウェブサイトまたはアプリケーションにアクセスしたときに青色のバーの[キャンセル]をクリックすると、そのウェブサイトやアプリケーションをブロックすることができます。さらに、利用者が事前承認済みアプリケーションまたはウェブサイトにアクセスする前にフェイスブックからログアウトした場合、情報にアクセスすることはできません。 | 」 |

英国では労働組合会議 (TUC) は、注意深く先へ進むという条件で、従業員のFacebookや他のソーシャルネットワーキングサイトへのアクセスを許可した。
2007年9月からの数か月、FacebookはGoogleのような検索エンジンを含む非会員が、限定された「公開プロフィール」を検索することを可能にしたため、新たな一連の批判を浴びるようになった。しかし、Facebookのプライバシー設定において、利用者がプロフィールを検索エンジンからブロックすることができる。
BBCの「ウォッチドッグ」 という番組で2007年10月Facebookが他人になりすますため、個人情報を収集するのに容易であることの懸念が示された。しかし、利用者がプライバシーコントロールをデフォルトにした場合友人以外に公開される情報は殆どない。友人以外の利用者に公開される情報は、利用者の氏名、性別、プロフィールの写真、ネットワーク、利用者IDである。
さらに2008年2月のニューヨーク・タイムズ誌の記事によると、Facebookは利用者がアカウントを削除する機能を持っていないことが明らかとなった。これにより、プライベートな利用者のデータがFacebook・サーバーに無期限に放置されるという懸念が高まった。 しかし、Facebookは現在、Facebookのプライバシーポリシーに従い、利用者が自分のアカウントを無効化または削除する選択肢を提供している。「利用者がアカウントを無効にすると、見ることはできなくなりますが、削除はされません。利用者が後でアカウントを再開する場合に備え、弊社は、利用者のプロフィール情報（コネクション、写真など）を保存します」。「アカウントを削除すると、それは永久にFacebookから削除されます」。
サードパーティのサイト「ユーソーシャル」 はファンや友人を売ることで物議をかもしていた。ユーソーシャル排除の手紙をFacebookから受け取り友人を売ることを止めた。

### 自発的にアカウントを停止できない
Facebookは、利用者が自分のアカウントを無効にすることは可能にしていたが、実際にはサーバからのアカウントのコンテンツを削除していなかった。Facebookの担当者は、ブリティッシュ・コロンビア大学の学生に、利用者は掲示板投稿、友人、グループを含むすべてのコンテンツを手動で削除してから自分自身のアカウントを消去しなければならないと説明した。ニューヨーク・タイムズ誌の記事では、電子メールやその他のプライベートな利用者データは、Facebookのサーバー上に無期限に残る問題を指摘し、懸念を表明した。 Facebookはその後2010年に、利用者が永久に自分のアカウントを削除する機能を提供した。現在、Facebookのプライバシーポリシーでは、アカウント削除すると、アカウントはFacebookから永久に消去されることになっている。

### 記念碑
ソーシャル・ネットワーキング・サイト、とりわけFacebookにおいては、会員が故人を公に追悼できるという付加機能が注目を集めている。Facebookで、学生たちは故人のページで悲しみ、哀悼、希望を述べ、さながら公共追悼記帳所のようになっている。これは多数の学校で行われている。 以前は、Facebook利用者が死去した場合1か月後にプロフィールを削除すると述べていたが、プロフィールを追悼のために使用することはプライバシーの懸念が生じている。利用者の希望に応え、Facebookはポリシーを改正した。新しいポリシーでは故人のプロフィールを「追悼状態」にすることである。 Facebookの「追悼化」に関するプライバシーポリシーには「利用者が他界したという通知を受け取った場合、弊社はその利用者のアカウントを追悼アカウントに切り替えることがあります。その場合、弊社は当該プロフィールへのアクセスを承認済みの友達に限定し、友達や家族がその利用者のウォールに追悼メッセージを書き込めるようにします。当該利用者の家族からの正式な要請、またはその他の適正な法的要請があった場合、弊社は該当のアカウントを削除することがあります。」と述べられている。
このような追悼グループにはまた、法的な問題もある。2008年1月1日、,そのような追悼グループの1つがトロント10代の少女ステファニー・レンジェルの殺害犯の情報を投稿した。家族はトロント警察サービスに被害者の氏名と殺害犯の正体のマスコミへの発表を許可していなかった。それは、未成年の犯罪者の氏名公表を禁じているカナダの未成年者の処罰に関する法律を無視している。警察とFacebookの社員がプライバシー規制に準拠するため投稿を消去している間に、削除された情報を繰り返し再公開 する個別の利用者を取り締まるのは困難だと彼らは悟った。

### カスタマイズとセキュリティ
Facebookはよくマイスペースと比較されるが、2つのサイト間での大きな違いは、カスタマイズのレベルである。マイスペースは利用者がHTMLとCSSでのプロフィールの装飾ができるが、Facebookはプレーンテキストしか利用できない。しかし、多くの利用者は「ハック」を用いてプロフィールをいじっている。2006年2月24日に、2人の利用者が、プロフィールページのクロスサイトスクリプティングの穴を利用し、感染したプロファイルにカスタムCSSファイルをロードしマイスペースプロフィールのように見せる、感染力が強いワームを作成した。
2006年4月19日には、ある利用者が HTML の iframe 要素を利用して、自分のプロフィールに、特殊な外部サイトページを経由してストリーミングビデオやドローボール からのオンラインゲームを組み込んだ。その利用者はそれ以来、Facebookの利用を禁止された。
2006年3月26日、利用者が JavaScript をプロフィールの故郷の欄に埋め込みカスタム CSS を埋め込むことができた。
どちらのケースでも、Facebookは通常発見から数時間以内に、その穴を修復した。しかし、2007年7月に、バージニア大学学生エイドリアン・フェンが、Facebookプラットフォームに JavaScript を注入することができるクロスサイトスクリプティングの穴を発見した。彼女はその穴をカスタム CSS のインポートに利用し、プライバシー規則に違反したり、ワームを作成できることを示した Facebookがこの穴を修正するのに2週間半かかった。

### Facebookを止める日
Facebookを止める日 は2010年5月31日に行われるオンラインイベントで (メモリアルデーにひっかけており)、そこでは Facebookの利用者達がプライバシー上の懸念よりこのソーシャルネットワークを止めるものである。
米国Facebook利用者の2％がアカウントを削除するだろうと推定された。
しかし止めたのは3万3千人だけだった。利用者がFacebookを止める理由の1番目は、プライバシーの問題（48％）その次にFacebookに対する全般的な不満（14％）、Facebook上の友人の負の側面（13％）、中毒（6％)であった。Facebookを止めた利用者は、プライバシーを懸念しており、インターネット中毒であり、良心があることが明らかになった。

### 写真認識と顔タギング
Facebookは2011年6月「タグ・サジェスチョン」と呼ばれる自動的な顔認識機能を利用可能にした この機能は、新しくアップロードされた写真をアップロードした人のFacebook上の友人のものと比較し写真タグの付加を求めるものである。Facebookは、利用者が無効にできるといい、この機能を擁護している。 Facebookはこの機能をオプトアウトベースで導入した。欧州連合（EU）のデータ保護規制当局は、プライバシー規則に違反しているか調査すると述べた。

### 2011/2012年 アイルランドデータ保護監督官による調査
2011年8月に、アイルランドデータ保護監督官（DPC）はオーストリアの学生のグループによって設立された europe-v-facebook.org から22回の苦情が受け調査を開始した。 DPCは、最初の回答において、アイルランドDPCは欧州連合内のすべての利用者のためのFacebookのプライバシーのために法的責任があり、「必要な法的権限を駆使して、苦情を調査する」と述べた  米国・カナダの居住者でないすべての利用者は アイルランドのダブリンにある「フェイスブック・アイルランド株式会社」と契約しているので、苦情はアイルランドで提起された。欧州の法律下ではフェイスブック・アイルランドは facebook.com の「データ・コントローラー」であるため、facebook.com は、欧州のデータ保護法に準拠が求められる。 フェイスブック・アイルランド株式会社は、米国Facebook社により米国の課税を逃れるために設立された。
グループ europe-v-facebook.org はフェイスブック・アイルランドに情報開示要求を行ったところ、Facebookが利用者について持っている一人あたりの最大 1,222 ページ、57分類にわたるデータを受けとった。その中には以前利用者が削除したデータも含まれていた。与えられた情報量とはうらはらに、グループはFacebookはすべてのデータを開示しなかったと主張した。含まれていない情報の一部は、「いいね」、新たな顔認識機能についてのデータ、アップロードした動画についての利用者と情報が訪れたソーシャルプラグインを使用する第三者のウェブサイトについてのデータであった。現在グループは、Facebookは、少なくとも各利用者の少なくとも84分類データを保持していると主張している。
最初の16の苦情は、削除されていない古い「poke（）」からFacebookの新機能はオプトインにすべきかオプトアウトすべきかなどの異なる問題を対象にした。次に多かった6以上の苦情を集めた問題は、「いいね」ボタンに対するより多くの問題であった。 最も厳しい苦情は、プライバシーポリシーと、欧州の法律の下でプライバシーポリシーへの同意は、無効であるという主張である。
アイルランドの中立的な立場のスポークスマンとのインタビューで、DPCは「現地に行きFacebookを監査する。敷地内に立ち入り、セキュリティのあらゆる細部も確認する」と述べた。さらに「それは4〜5日間にわたる非常に重要で細部にわたり集中的に行われる」と述べた。2011年12月にDPCはFacebookの最初の報告書を公開している。この報告書には、法的拘束力はないが、Facebookが2012年7月まで取り組むべき変更を示唆した。DPCは、2012年7月にFacebookの進捗状況を確認することを計画している。

#### 変更
2012年春に、Facebookは、例えば、利用者が欧州で認められている保存された全情報へのアクセス権を行使するための拡張ダウンロードツール、および全世界向けプライバシーポリシーのアップデート版など、多くの変更を余儀なくされた。これらの変更は、v-facebook.org によると、欧州の法律を遵守するのに十分ではないと見られていた。例えばダウンロードツールは、全データの取得機能を提供していない。グループは、新しいプライバシーポリシーをFacebookのプライバシーのたたき台と見て、改善を提案するサイト our-policy.org を立ち上げた。グループがFacebookのページ上に7千件のコメントを取得することができたので、Facebookが変更の提案を世界的投票に諮らなければならなくなった。このような投票は全利用者の30％が参加した場合にのみ有効になる。Facebookは投票を推奨しなかったため、たった0.038パーセントの参加者のうち約87％がFacebookの新しいポリシーに反対した。新しいプライバシーポリシーは、同日に施行された。

### プライバシーの侵害はFacebookの非会員にも及ぶ
USAトゥデイ誌の記事が、Facebookが会員および非会員両方の訪問ログを取っていると主張した。Facebookは800万人以上の個人が訪れたページを追跡するトラッキングクッキーに依存している。
記事によると、米国議会とワールド・ワイド・ウェブ・コンソーシアムは、プライバシーの問題に対処する新しいガイドラインを設定しようとしている。このような方法で収集された情報が広告主のみに提供されているかどうかは明確にされていない。

### 離婚
Facebookのようなソーシャルネットワークは結婚している利用者が、配偶者の連絡先やネット上の他人との関係を心配したりして、有害な影響があり、結婚生活の破綻や離婚につながるおそれがある。英国に本社がある離婚サービス「ディボース・オンライン」 が2009年12月に行なった調査で20〜33パーセントの離婚申立書でFacebookが理由としてあげられており、マスコミで何度も取り上げられた。

## 心理的影響

### 羨望
Facebookは他人の前向きだがありえない「スポットライト」に常に晒されることにより、嫉妬心をかきたて不幸にすると批判されてきた。「スポットライト」とは前向きか—もしくは傑出した活動、体験、事実を示す、掲示板投稿、ビデオ、写真である。この影響は大部分のFacebook利用者が、生活の肯定的な面のみを見せ、否定的だが強く不平等感に結びついた生活を見せないからである。addictioninfo.org のようなサイトでは この種の羨望は、人生の他の側面に大きな影響を与え、重度のうつ病、自己嫌悪、怒りと憎しみ、恨み、劣等感や不安感、悲観、自殺傾向や欲望、社会的孤立、その他の非常に深刻な問題につながる状態を引き起こすと述べている。この状態は、しばしば、マスコミによって「Facebook羨望」や「Facebook鬱」と呼ばれている。
ドイツの2大学によるFacebook羨望の共同調査において、3人に1人がサイトを訪問した後実際に気分が悪くなり、生活への満足感が低下したことがわかった。休暇中の写真は、恨みや嫉妬の感情の最も一般的な原因であることがわかった。その次として、Facebook利用者は誕生日の挨拶の数、「いいね」数、友人のコメント数を比較するような社会的相互作用が羨望の第二の原因であった。それらが少ない訪問者になるほど、気分が悪い傾向にあった。「われわれの発見したところでは、消極的なフォロー行為が、他人の幸せ、他人が休暇を過ごす方法や他人と交わる行為を嫉妬するような不快な感情を呼び起こしがちである」とその研究で述べられている。

### ストレス
エジバンラ・ネイピア大学の心理学者の調査ではFacebookは利用者の生活にストレスをもたらすことが示唆された。ストレスの原因は、重要な社会的情報を逃す恐れ、知り合いを怒らせる恐れ、利用者リクエストを拒否したり、要らない連絡を削除することの不快感や後ろめたい気持ち、友人でなくなることや、Facebook友人や他の利用者からブロックされること、友人リクエストを拒否されたり無視されること、楽しませなければならないプレッシャー、他のFacebook利用者からの批判や、脅迫、異なるタイプの友人に適切なエチケットで接しなければならないことである。 ポジティブな目的あるいは、ポジティブな期待でFacebookを使い始めたが、Facebookサイトがネガティブな意味で自分たちの生活に影響を及ぼしていることに気づく人は多い。

### Facebook中毒
2011年に行われた「ワールド・アンプラグド」 による調査では、ソーシャルネットワーキングサイトを止めることは、禁煙や禁酒と同じことであると言う。 米国シカゴ・ブース経営大学で2012年に行われた別の調査では、アルコールやタバコ
のような薬物は、中毒性のレベルではソーシャルネットワーキングサイトにとても及ばないことがわかった。「サイバー心理学、行動学、ソーシャルネットワーキング」という雑誌の2013年の調査では、Facebookに中毒になったと感じて、実際にソーシャルネットワーキングサイトを止めた利用者がいることがわかった。

### その他の心理的影響
Facebookサイト上のいじめに直面する多くの学生において、有害な心理的影響が認められる。高校生はFacebook上で、いじめやその他有害行動の危険性に毎日直面している。多くの研究でFacebookが子供やティーンエイジャーの社会生活にプラスあるいはマイナスの作用を及ぼすか知ろうとしたが、多くの研究ではFacebookの使用により明確な社会的な問題が起きると結論づけた。英国の神経科学者スーザン・グリーンフィールドは、子供たちがソーシャルメディアサイトで遭遇する問題を認めた。彼女は、ソーシャルネットワーキングサイトの安全性の賛否両論を巻き起こした脳を子供たちは配線し直すことができると言った。彼女はその研究で主張を裏付けなかったが、多くの研究がそのテーマについて行われた。他者による悪口、批判、嫌がらせ、犯罪化、脅迫、悪魔化、堕落、貶し、Facebook上の他人への攻撃により自我が崩壊した場合、「Facebook嫉妬」やうつの原因となる。

## 誤解を招くようなキャンペーン
2011年5月、記者達やブロガー達に、Googleのプライバシーポリシーについて、重大な疑惑を告発する電子メールが送られた。しかし、あとで分かったところによると、その反グーグルキャンペーンは、Facebookに雇われた大手の広告会社バーソン・マーステラー によるもので、CNNによると「新しいレベルの不正広告」、デイリー・ビースト によると「不器用な誹謗中傷」であった。キャンペーンの責任を取りながら、バーソン・マーステラーは、依頼者（Facebook）の正体を秘密にすることに同意すべきではなかったと述べた。「根拠が何であれ、必ずしも標準的な運用手順ではなく、我々のポリシーに反するものであり、その契約は拒否すべきであった」と声明で述べている。

## 不適切なコンテンツの論争

### 知的財産権の侵害
Facebookはそのページ上で公開されたすべてのコンテンツに所有権を主張しており、したがって、譲渡不可権の使用（著作権）に関する国際法に実質的に違反している。すなわちFacebookはサイトに一旦投稿されたものであれば誰のものでも知的活動の成果物に対して排他的な権利を所有する。さらに、利用者のページ削除についても、Facebookは私的な秩序として、ブロックされたコンテンツを作者に提供することを拒否している。

### プライバシー侵害
Facebookのビジネスポリシーについての批判が高まっている。これは主として継続的なアプリケーションおよびインターフェース変更によるもので、多くの場合デフォルトで有効になっており、利用者のプライバシー上の重大な懸念を呼び起こしている。Facebookは利用者が機密の電子メールアドレスを取得して、友人や仕事仲間に加入を勧める迷惑メールを送信することに法的な懸念が生じている。多くの国での問題は、これらの行動が、既存のプライバシー法に違反していないかということであり、米国においても憲法そのものが自由と報復の恐れがない結社の自由の中核的な基礎領域となっている。多くの国では、個人のプライバシーの権利の侵害、企業が商業的利益のために人間性を売ってはいけないということについて捜査が行われている。

### 他人へのなりすまし
誰でも簡単にアカウントを作成し、他人--例えば有名人、しばしば悪意を持って、あるいはいたずら目的で、または、他人を中傷したり嫌がらせをするため（もしくはその両方のため）--になりすますことができる。この批判は、Facebookに限ったことではなく、利用者アカウントをもつソーシャル・ネットワーキング・サイトは潜在的に利用者に偽のアカウントを作成させる可能性があり、もっとも人気があり幅広く使われているため、Facebookがインターネット上で大きな原因として挙げられている。なりすましは、Facebookを利用しファン達に連絡する有名人や公的な人物への潜在的な問題である。一人の有名人に対して複数のアカウントを作成するなりすまし犯により、有名人の本当のアカウントがどれかを証明するのが不可能になっており、ファンや本人にとっても問題となっている。「愛の詐欺」に従事し、疑いを持たないオンライン愛好家やファンからお金を巻き上げるためにポルノスターや他のモデルの写真を使用するオンライン詐欺師もいる。

### 名誉毀損
2008年7月24日、ロンドン高等裁判所はプライバシー侵害と名誉毀損で英国人カメラマンに 22,000 ポンドの支払いを命じた。彼は2000年から不仲になっている元同級生で仕事の同僚マシュー・フィルシュトの偽のFacebookページを投稿した。偽のページでは、フィルシュトが同性愛者であり信用できないと主張した。これはソーシャル・ネットワーキング・サイトのエントリーで他人に対しプライバシー侵害 と中傷の評決が出た最初のケースと考えられている。

### 拒食症と過食症
Facebookは拒食症と過食症を推進する情報を掲載しているとFacebookのコミュニティの外の人々から批判されている。イギリスの摂食障害チャリティ団体「ビー・イート」はMyspaceとFacebookを名指しして、拒食症と過食症を勧めるような情報を掲載するページを削除するよう呼びかけた。

### 広告主の懸念
2007年8月3日、ファースト・ダイレクト、ボーダフォン、バージニア・メディア、ジ・オートモービル・アソシエーション、ハリファクス、プルデンシャル を含む英国の会社はFacebookから広告を引き上げた。ヴァージンメディアの広報担当者は「当社はソーシャルネットワーク上で広告を掲載したいが、自社ブランドを守らなければならない」と述べた。それらの企業は、自社のサービスが英国の極右政党である英国国民党のページ上で表示されていたことが分かった。ニューメディア・エイジ 誌その広告が英国国民党のFacebookページ上に表示されたことを企業に警告する最初の雑誌だった。

### ホロコーストの否定
2009年、Facebookはホロコースト否認グループを受け入れていると批判を受けた。Facebookのスポークスマン、バリー・シュニットは「当社はFacebookをアイディアを、それが賛否両論を巻き起こすものであっても、議論する場にしたい」と述べた。Facebookの利用規約には、「利用者は有害、脅迫的、非合法、中傷的、権利侵害的、侮辱的、扇動的、嫌がらせ、低俗な、猥褻な、詐欺の、プライバシーや公的な権利を侵害する、嫌悪する、人種的、民族的その他異論のあるコンテンツを投稿した場合、利用者は追放される」という警告が含まれる。シュニットは「当社は利用規約に違反したコンテンツがないことは保証できない」と述べた。

## Facebookヘイトグループ
仮想グループは伝統的なヘイトグループ--特定の個人または特定のグループへの敵意を推進する組織---とは異なっている。
ヘイトグループは、伝統的な意味では、特定の個人または個人の特定のグループに敵意を提唱している組織化されたグループである。伝統的にヘイトグループがメンバーを募ったり、主張を広めるのは、口コミやパンフレットの配布によっていた。しかし、ウェブサイト上で、ヘイトグループはKKKのような従来の派閥の一部である必要はない。
Facebookヘイトグループ・ページは標的を選び、サイトをセットアップし、メンバーを募集する。誰もがいつでもFacebookの「グループ」を作ることができる。作成者は、コメントの投稿、画像の追加、掲示板への参加を誘う。Facebook「ページ」もメンバーになるには「いいね」を押さなければならない点を除いて同様である。そのようなグループ作成・加入の容易さからいわゆる「ヘイトグループ」はサイバースペースにのみ存在する。

### 親マフィアグループの事件
イタリアで親マフィア グループが発見され イタリア国内で警告が発せられ 政府も短い議論のあと すぐにインターネット接続業者に違法コンテンツの削除が拒否された場合はサイト全体のアクセスを拒否する義務を課す法律は発行した。削除は犯罪行為の発言（擁護または扇動）がウェブサイト上で公開されたことが疑われる場合検察局により要求される。法案は 元老院で可決され、現在変更なしに代議院で可決されれば有効になる。
Facebookやグーグルを含む他のウェブサイトは、 一切の法律に違反していない利用者の言論の自由についての最終的な効果を強調し、法案を批判した。

### 荒らし
2010年3月31日、「トゥデイ・ショー」という番組は、3人の思春期の少女の死と荒らし利用者の死への反応を特集した。アレクシス・ピルキントンという高校生の自殺のあと、匿名の投稿者がピルキントンを自殺傾向のある弱虫といい、Facebook追悼ページに画像を投稿するなどして、色々な掲示板で荒らしを始めた。18歳の学生がドライブに行き、父親の車を高速道路のパイロンに衝突させた2006年の事故の暴露も取り上げられた。荒らしは悲嘆にくれる家族にバラバラになった死体の写真を送りつけた。
Facebookのコミュニケーションとりわけ追悼ページの荒らし犯人が投獄される事件があった。2010年秋、英国アードウィックに住むコルム・クロスは2003年英国通信法S127に違反したとして26週間の禁固刑を受けた
。それは、Facebook追悼ページで下品で苦痛なメッセージを残すことで「悪意のあるコミュニケーション」を行ったことによる。
2011年4月ブラッドリー・ポール・ハンプソンは通信サービス（インターネット）を利用してFacebook追悼ページに故人の追悼ページに「おら死んじまった」の文字を付けたペニスの画像を投稿したことで、児童ポルノの配布・所有の有罪を認め、懲役3年の刑を言い渡された。

### レイプページ
Facebookの親レイプおよびレイプジョークのコンテンツがメディアおよび女性団体の注目を集めた。そのページに反対するレイプ・イズ・ノー・ジョーク（RINJ）という団体は、「親レイプ」ページをFacebookや他のソーシャルメディアから排除することは市民的及び政治的権利に関する国際規約に示された人権の概念のコンテキストにおける世界人権宣言第19条にある言論の自由の違反にはならないと主張している。
RINJは繰り返し強姦ページの削除をFacebookに要求した。 RINJは Facebookの広告主達に、Facebookのレイプページに広告を掲載しないよう要求した。

## 技術

### 利用者アカウントの無効化
Facebookの利用規約に違反しているとされアカウントが誤って無効化される苦情が発生していた。無効化はしばしば自動化されており、利用者があるアカウントについて報告をすることで、その報告が正当かどうかに関係なく実施される。 これは最初にFacebookにサインアップしてから無料のFacebookクレジットを取得しようとしたとき、あるいはお金をアカウントに追加するか購入したときで、アカウントを電子メール、電話番号、クレジットカード、銀行口座で認証したかどうかに関係なくおこなわれうる。
一旦Facebookがアカウントを無効化すると、理由が未確認か何か間違っている所があるにしても、一部には人によるサポートの欠如と 一部にはそのことでアカウントの所有者を無限ループに陥らせるからである。
Facebookの利用規約は、誤解を招く表現が多い。例えば、学校ネットワークへの加入は必須ではないと述べているが、利用者が学校ネットワークに加入する選択肢がないこともある。 Facebookは本名であるが偽名のように見える名前の利用者アカウントを無効化した。 一旦アカウントが無効化するとログインは不可となり、公開されているあしあとはきえてしまう。
また、プロフィールに記載されている者が死亡ししてないにもかかわらず、追悼になっている利用者アカウントの例があった。

### 嫌がらせの有効化
Facebookは利用者コミュニティにより自警されるポリシーを制定した。Facebookが利用者による権利の濫用を許し、悪意の無いコメントや写真を「違反」や「Facebookの利用規約の違反」として報告可能にし、十分な数のそのような報告があると嫌がらせ対象の利用者のアカウントが予め決まった日数、週だけブロックされ、あるいは、完全に無効化されることが可能となった。

### 顧客サポートの欠如
Facebookは生身の人間によるサポートを欠いており、 管理者の労力を必要とするか、FAQで説明されていない問題、例えば無効なアカウントの有効化など、を解決することが困難になっている。 サポートフォームを埋めたときの自動的なEメールシステムはヘルプセンターページあるいはあまりに古いのでアクセスできないページに利用者を戻し、利用者は行き止まりになり、これ以上のサポートが受けられなくなる。

### ダウンタイムや障害
Facebookは何度も大きな障害やダウンタイムを起こしており、マスコミの注目を浴びていた。2007年の停止は一部の利用者が他の利用者の個人的なメールを読むことができるセキュリティホールを生み出した。 2008年には、サイトは、多くの国の多くの場所から、約1日アクセスできなかった。 これらの障害にも関わらず、Pingdomが発行した報告書ではFacebookは 2008年で他のソーシャルネットワーキングサイトの中で最小のダウンタイムであったという。 2009年9月16日に、Facebookでは、利用者がサインインしたときのページ表示で大きな問題が発生しだした。2009年9月18日、Facebookは2009年で2回めのダウンを起こした。1回めはハッカーのグループがイランの選挙結果に反対する発言をしようとしてソーシャルネットワーキングに問題がある政治的発言者を、意図的に締め出そうとして起きた。2011年8月10日にFacebookがアクセス不可能になった。
2012年3月5日に再度、Facebookサイトが約30分間アクセス不可能になった。2012年11月9日に、Facebookは、時にはページの読み込みが遅いか、まったくページが読み込めない、あるいはメッセージが送信できない問題があった。問題は1時間で解決された。
2009年10月、Facebookの不特定多数の利用者は、3週間以上自分のアカウントにアクセスできなかった。 2010年9月23日に、英国、米国、ラテンアメリカの全員がFacebookにログイン不可となった。FacebookはDNSのエラーと説明した。

### アップグレード

#### 2008年9月
2008年9月、Facebookは「新しいFacebook」あるいは「Facebook 3.0」と呼ばれるものに永久的に利用者を移行した。 このバージョンには、複数の異なる機能とレイアウトの完全な再設計が含まれていた。7月から9月までの間、利用者は元のデザインの代わりに新しいFacebookを使用するか、 または古いデザインに戻る選択肢が与えられていた。
利用者を移行するFacebookの決定は、コミュニティ内で賛否両論を巻き起こした。複数の グループが反対運動を初め、その中には100万以上の利用者もいた。

#### 2009年10月
2009年10月 Facebookは友人が関わっている全種類の物事に関して見られるようニュースフィードを再設計した。声明の中で、Facebookはこう言った。

利用者のアプリケーションが生成するストアは両方のビューに表示されることができる。利用者のストーリーがニュースフィードフィルターに現れる最善の方法は、魅力があり高品質のストーリーを作ることであり、面白いストーリーは友人からの「いいね」やコメントを集めることができる。

この再設計は、次のように説明づけられた。

ニュースフィードは、アイテムが「いいね」されたりコメントされた回数など、そのストーリーへの関心に基づくアルゴリズムによって決定された、人気のあるコンテンツに集中していく。ライブフィードは、多数の利用者の友人からのすべての最新記事を表示する。

再設計は直ちに提示される情報量が気に入らない利用者からの批判を浴びた。これはまた、利用者が見たいものを選択することがないという事実によって悪化した。直ちに反対運動グループが作られ、その中の1つは、アップデートの2週間以内に160万の利用者が参加した。

#### 2009年11月/ 12月
2009年11月に、Facebookが新しいプライバシーポリシーを提案し、2009年12月に変更されずにそれが採用された。それは新しいプライバシー設定の展開と組み合わせられた。新しいポリシーは友人リストを含むある種の情報が公開されると宣言された。プライバシー設定なしでは、以前はアクセスが制限されていた情報であった。この変更に伴い、「友人リスト」を非公開にしていた利用者は何も知らされずに公開にさせられ、非公開に戻すオプションも削除された。 これには、多くの利用者やEFFのようなプライバシー団体が抗議した。
その変更は Gawkerによると Facebookの大いなる裏切り であり 利用者プロフィールの写真や友人リストが明示的に隠していた利用者にとっても、公開リストになり 写真や個人情報は予めアクセス制御しておかなかった場合公開情報になった。 例えば、「家族と恋人だけ」の情報が「友人のみ」に参照できていたばあい、「友人のみ」は「前誰でもが見られる」状態がデフォルトになる。すなわち、利用者が興味を持つ相手の性別、恋愛/結婚関係の状況、家族の存在がFacebookアカウントが無くても見られてしまう。利用者のプライバシーを縮小し、利用者のプライバシー保護を削除したため、Facebookは激しく批判された。 批判したグループには電子フロンティア財団 やアメリカ市民自由連合が含まれる。 CEOのマーク・ザッカーバーグは個人的な写真の数百を持っており、彼のイベントカレンダーがその過程で暴露された。 Facebookは友人リストを非公開にするオプションを再び有効にした。しかしながら、この設定は、その他のプライバシー設定には含まれず、先に述べた友人リストを自分の友人の中で選択した人々から隠す機能は無くなった。 記者のダン・ギルモアはこの変更の際、Facebookアカウントを削除し、「Facebookに全く信用が置けない」と述べ Slate's Big Moneyのハイジ・ムーア はアカウントを「良心の抗議」として一時的に無効にした。 他の記者も同様に変更に失望し、激怒した。 創設者のマーク・ザッカーバーグは、「これらは社会的な規範であり当社はそれに追従しただけだ」と述べた。 カナダ国プライバシー管理局 はこの変更に伴う苦情を受けて、Facebookのプライバシーポリシーの調査を始めた。

### トラッキングクッキー
Facebookはサイトからログアウトした場合でも、利用者の「追跡」を行い、激しく批判を受けてきた。オーストラリアの科学技術者ニック・キュブリロビックは、利用者がFacebookからログアウトした後でも、そのログインからのHTTP cookieが、まだウェブブラウザに保管され、Facebookがそのサイトで配布される 「ソーシャルウィジェット」を含むウェブサイト上の利用者を追跡できるようになっていることを発見した。Facebookは利用者やその活動には「興味がない」として、この主張を否定した。Facebookはクッキーが発見された後、それらを削除し、サイトのは残っていないと約束した。米国の利用者グループがプライバシー法の違反で、Facebookを訴えた。

### タイムライン
2011年9月 Facebookはタイムラインという新しい機能を発表し、ザッカーバーグはこれでプロフィールのナビゲーションが楽になると主張した。 後にタイムラインは、すべてのプロファイルで必須となることが決定されたが、Facebookの利用者の大部分は、この変更を拒否した。
2011年9月のニュースフィードへの同様の変更もまた、賛否両論をもたらした。
2012年8月の時点で、Facebookはプロフィールをタイムライン形式に移行開始した。

## 検閲論争

### 検索機能
Facebookの検索機能は、特定の用語の検索を制限することで批判されている。TechCrunchのマイケル・アリントンはFacebookは「ロン・ポール」を検索語として検閲しているという記事を書いた。プライバシー侵害に抗議する団体MoveOn.orgのFacebookグループは一時期検索から除外されていた。プライバシー という用語自体も制限されていた。 Facebookはこの問題はバグだと主張した。

### 授乳写真
Facebookは赤ちゃんを母乳で育てる母親によってアップロードされた授乳写真を削除したりFacebookアカウントを無効化することで、繰り返し批判されてきた。赤ちゃんの口が乳首を覆っていたとしても、胸の写真はFacebookの品位規定に違反しており、Facebookは批判に応え、トップレスモデルの写真を使う出会い系サービスの有料広告を数日後に削除した。
授乳写真の論争をきっかけに、抗議活動を始まり、「Facebookよ、母乳育児はわいせつではない（Facebookへの公式請願） 」というFacebookグループのオンライン会員数は伸び続けた。2011年12月、Facebookは授乳写真を削除したが抗議を受けて、写真を戻した。同社は、それらの画像をポルノ画像ルールの違反と考え削除したと述べた。2012年2月の間に、同社は授乳写真を削除する方針を更新した。Facebookグループ「乳房を尊重しよう」は「女性たちが人々が何が自然で、何が子供にとって健康的かを言うのにはうんざりだ」と述べた。

### 編集コンテンツの検閲
2010年2月4日、民主建港協進連盟 (DAB)に反対するFacebookグループが、理由の説明がなく削除された。DABは香港最大の中国共産党寄りの政党の一つである。DABのグループは、その後復元された。

### ベトナム戦争の少女写真
2016年8月、ノルウェーの作家、トム・エーゲランが戦争写真に関する投稿で、ベトナム戦争中に裸で逃げる少女ファン・ティー・キム・フックを撮ったピューリッツァー賞 ニュース速報写真部門を受賞した写真を投稿したが、Facebook側はこの投稿を直ちに削除した。これに反発した人たちが、次々と同じ写真を投稿したが、Facebook側はその度に投稿を削除し続けた。
当初Facebook側は主張を曲げず、象徴的な写真だと認識はしているが、例外的に裸の子供の写真を掲載することはできないと言った。しかし、9月9日に一転して「裸の子供が写った画像は通常、当社のコミュニティ規定に違反するとみなされ、児童ポルノに該当する国もあるが、今回のケースは、歴史的重要性を象徴する写真だという点を考慮し、写真を削除してコミュニティを保護するよりも、シェアできるようにする方が重要だと判断し、Facebook上で削除された写真を元に戻すことにした。また今後は、写真のシェアに関する基準を見直す予定だ」と表明した。

### 保守派に対する「検閲」
Facebookは保守的な言説を「検閲」していると、アメリカの保守派からしばしば非難されている。しかしながら、保守派のコンテンツがFacebookから削除されたという証拠はなく、逆にFacebookで人気を博していると反証されている。

## 学生関連の問題

### 学生のプライバシーの懸念
違法あるいは違法でないが不適切な素材を投稿した、学生は大学から退学を含む懲戒処分を受けた。  学部への中傷コンテンツを投稿した人もまた、懲戒処分を受けた。

### 高等教育への影響
2006年1月24日、The Chronicle of Higher Education はアイオワ州率大学ジャーナリズム学部学部長マイケル・バジーヤによる コラム 「Facing the Facebook」によりソーシャルネットワークにかんする国民的議論を継続した。Oxford University Pressの教科書Interpersonal Divide (2005)の著者であるバジーヤは, ワイヤレス・キャンパスにおいて、授業中や会議中にFacebookなどのソーシャルネットワークを使う学生についての、全米大学教員協会の代表および高等教育の同僚の描写を記述した。バジーヤは2007年1月26日にThe Chronicle で「ワイヤレスで注意散漫」 というフォローアップ記事を書き、全米で教室でノートパソコンを禁止する教授がでてきていると述べた。同様に、全米キャンパス活動協会, ジャーナリズムおよびマスコミュニケーション教育協会, などでも学生のFacebookや他のソーシャルネットワーク利用の影響を論ずるセミナーやプレゼンテーションが開催されている。
EDUCAUSE学習イニシアティブは「Facebookについて7つの知るべきこと」という [Facebook]が何なのか、向かう先、なぜそれが教育・学習に重要なのかを説明するパンフレットを出した。
高等教育におけるFacebookに関する幾つかの研究 では、学生のFacebook利用に関連して学生の「居残り」率を下げられる小さな利点があるかもしれないと述べられた。 より最近の研究 ではFacebookに費やされる時間は、キャンパスでの活動に比例しているという結果が出た。同じ研究において、コメントやイベントの招待のようなFacebookの活動 は学生の積極性を増し、ゲームや友人の様子を見ることは否定的な関係があると述べた。さらに、他の利用者と繋がるために、Facebookのような技術を使用すると、大学生は抑うつ的でなくなり、孤独とホームシックの気持ちが減少すると言われる。

### 大学生の成績に及ぼす影響
2012年2月の時点では、Facebook利用と成績の関係について調べ、ピアレビューされ公表された論文は4つだけある。 調査結果にかなりのばらつきがある。Pasek et al（2009）  の論文では、Facebook利用と成績の間には何の関係も見つからなかった。Kolek and Saunders（2008）  の論文では、Facebook利用者と非利用者の間の全体的な成績平均点（GPA）には差がないことがわかった。Kirschner and Karpinski（2010）  の論文では、Facebook利用者が非利用者よりも低い平均GPAを取ったことが報告された。Junco（2012）  の論文では、これらの調査結果の矛盾が明確になった。Junco（2012） における大学生の大規模な標本数では、Facebookや学生の成績に費やされる時間との間に負の相関が発見され、その相関関係の現実世界への影響は無視できるほど小さい。さらに、Junco（2012）  の論文では、リンクの共有や友人の様子を見ることはGPAと正の相関があり、ステータス更新は負の相関があった。Facebookの利用方法の違いに着目した違いが4つの論文で評価されたのに加え、Junco（2012）  の論文では、学生がFacebookを使用する方法は、学業成果を予測するのにより重要であると結論づけている。

## Facebookへの第三者の反応

### 政府による検閲
シリア 中国 イラン ベトナム といった国はFacebookをアクセス禁止している。
2010年Facebookはイスラム弁護士フォーラム(ILF)によると反イスラム的であるとの疑問があるページの存在を許した。ILFはパキスタンのラホール高等裁判所に請願書を提出した。2010年5月18日に、イジャズ・アフマド・チョードリー判事はパキスタンの通信局に5月31日までFacebookへのアクセスをブロックする命令出した。その違反ページの預言者ムハンマドの視覚的描写がイスラム教徒不敬とみなされているため、イスラム諸国で街頭デモを引き起こした。 スポークスマンはパキスタン通信省は情報通信省が命令を発行し次第、アクセス禁止 を実行すると言った。「我々は指示を受ければできるだけ早く命令を実行する」ハラーム・メーランはAFPに語った。「我々はすでにURLリンクをブロックしており、インターネット・サービス・プロバイダに指示を出した」と述べた。ライ・ベシールは「我々はFacebookのコンテンツに対するイスラム社会の幅広い恨みをきっかけに請願を始める」とAFPに語った。「その請願はパキスタン政府がFacebookオーナーに強く抗議するよう求めたものだ」と付け加えた。バシルはPTA関係者がページのブロックを要請したが、裁判所はサイト全体のアクセス禁止を命令したと言った。人々はパキスタンラホール市の東側の裁判所でFacebookを非難するプラカードを持ってデモを行った。アクセス禁止のあと、不都合なページの存在が報道されると、パキスタンでの抗議行動は更に大規模になった。Facebookがラホール高裁に問題解決を約束したと伝えられたあと、禁止は5月31日に解除された。
2011年「2nd Annual Draw Muhammad Day May 20th 2011」というページが作られたことから、パキスタンの裁判所にFacebookの永久アクセス禁止の請願が出された。

### アクセスを遮断する組織
オンタリオ州政府の職員、連邦公務員、州議会議員、閣僚は、2007年5月に政府のコンピューターからFacebookへのアクセスをブロックされた。従業員はFacebookにアクセスしようとすると、警告メッセージ「要求されたインターネットのウェブサイトは、政府の業務使用では許可されない」というメッセージが出る。従業員がmyspaceやYouTube、ギャンブルやポルノサイトなどにアクセスしようとしたときにも、この警告が表示される。しかし、革新的な従業員はそのようなプロトコルを回避する方法を見つけ、その多くはサイトを政治や仕事に関連して使うと主張している。
英国 やフィンランド のような多くの地方政府は仕事場での Facebookに制限を課している。他の政府関連機関、例えば、米国海兵隊も同様の制限を課している。
多くのフィンランドの病院もプライバシー上の懸念を理由に、Facebookの使用を制限している。
フロリダ州ブロウォード郡の従業員は2009年以来、Facebookやほとんどのソーシャルネットワーキングとブログサイトへのアクセスをブロックされている。

### アクセスをブロックする学校
2005年10月にニューメキシコ大学 (UNM)はUNMキャンパスコンピュータとネットワークからのFacebookアクセスを迷惑メールと類似サイト UNM Facebookを理由にブロックした  UNM利用者がキャンパス外からFacebookにログインすると、Facebookからのメッセージには「当社はUNM管理者に誤った情報に基づいていると説明し、ブロック解除を要請していますが、まだアクセス回復には至っておりません」とあった。UNMは学内からアクセスしようとする学生に対して、「UMNとサイトオーナの間で話し合いをおこなっており、このサイトは一時的に利用できません。このサイトはUNMのコンピューティング資源の悪用(スパム、商標違反など) のため、コンピュータ利用規約に違反している。FacebookはUNM認証情報 (例えばNetIDkまたはeメールアドレス)を非UNM業務に利用している。Facebookはログイン暗号化し、大学のパスワードをアクセスに使用しないよう注意メッセージを表示した。UNMは次の春学期にアクセスブロックを解除した。
Columbus Dispatch の2006年6月22日の報道によると、ケント州立大学の運動部顧問 が選手によるFacebookの使用を禁止し、8月1日までにアカウントを削除するよう指示した。 2006年7月5日、Daily Kent Stater の報道では、顧問はFacebookのプライバシー設定を検証したあと決定を覆した。

### 閉じた社会的ネットワーク
Plugtodo.com や Salesforce.com のようなソーシャルネットワークに懸念を示すWebサイトはデータを共有するときの情報の欠如を批判した。上級利用者は他人がプロフィールにアクセスできる情報の上限を設定できないが、Facebookは個人情報の共有をマーケティング目的で推進しているため、結果としてよく理解していない利用者からの個人データがソーシャルネットワーキングサービスの推進に利用されている。Facebookはデータ交換のオープンな標準をサポートせず、個人データを暴露している。
幾つかのコミュニティ と作家達 によると、クローズドソーシャルネットワークは
一方、他人からのデータ取得を
自分の個人情報を公開せずに取得することを推進している。
Openbookは2010年初めにFacebookのパロディおよび、プライバシー管理規約の変更を批評として設立された。

### 集団訴訟
2009年11月7日、レベッカ・スウィフトは自分および同じ境遇の者の代理でZynga Game Network Inc.とFacebook, Inc.に対して合衆国地方裁判所 において 北カリフォルニアで不正競争防止法および 消費者救済法および不当利得の集団訴訟を起こした。

## 訴訟

### コネクトユー訴訟
ソーシャルネットワーク「コネクトユー」 の設立者ディヴィヤ・ナレンドラ, キャメロン・ウィンクルボスおよび タイラー・ウィンクルボスは2004年9月、Facebookに訴訟を起こした。その訴訟において、ザッカーバーグが口約束を反故にしてソーシャルネットワーキングサイトを作成し、アイディアをコピーし 彼らが、ザッカーバーグに提供したソースコードを利用して競合するサイトFacebookを作ったと主張した。 Facebookはウィンクルボス・チャン・グループ（コネクトユーとアイトゥーハブ が組んで作った）が公開した「ソーシャル・バタフライ」 に関するものであった。それはコネクトユー、キャメロン・ウィンクルボス、タイラー・ウィンクルボス、ディビア・ナレンドラ、ウェイン・チャン（アイトゥーハブの創始者）を名指ししていた。 当事者たちは、2008年2月に現金2千万ドルと1,253,326株の Facebook株式で、和解した。2010年8月26日、ニューヨーク・タイムズ はFacebook株は売買市場で1株あたり76ドルで全体の和解金額は1億2千万ドルとなったと報じた。
コネクトユーは2008年3月11日にFacebookに新たな訴訟を提起し、 Facebookは和解交渉の中でコネクトユー創設者達に支払う株の価値を過大に評価したとして和解の無効を訴えた。コネクトユーは Facebookが提示した株の総額は当時150億ドルであったが、マイクロソフトによる2007年のFacebook1.6%の株購入額による投資後評価では2.46億ドルであったと主張した。Facebookはプレスリリースの中で、その評価を発表した。 しかし、Facebookはその後、企業価値を37.5億ドルとする内部評価を行った。 コネクトユーは和解交渉を委ねていた法律事務所 クイン・エマニュエルを契約解除した。クイン・エマニュエルは和解続行に対して1300万ドルの先取特権を主張し、コネクトユーを背任行為で訴えた。 2010年8月25日仲裁委員会はクイン・エマニュエルlは成功報酬を全額受け取っていると裁定した。また、クイン・エマニュエルは全く背任行為を犯していないことが判明した。 コネクトユーのFacebookに対する訴訟は、4倍の金額となり現在係争中である。
2010年1月、アイトゥーハブの創立者ウェイン・チャンとジ・トゥーハブ・オーガニゼイション はコネクトユーとその創立者キャメロン・ウィンクルボス, タイラー・ウィンクルボス、ディビア・ナレンドラ に対して和解金の50%を求め訴訟を提起した。その申立には、「訴訟を通じてチャンはウィンクルボス・チャン・グループとコネクトユーの所有権を主張し、その中に和解の続行も含まれていた」とあった。 ジェスマー・アップデグローブ のリー・ゲスマーは 33ページの詳細な苦情 をネット上に公開した。 2011年4月12日、3名の判事からなるサンフランシスコ連邦控訴裁判所の委員会はウィンクルボス兄弟（彼らのFacebookの起源をめぐる争いが映画「ソーシャルネットワーク」の主要なプロットとなった）は、2008年のFacebookとの和解書の署名を覆すことはできないと結論づけた。

### アーロン・グリーンスパンとハウスシステム
ハーバード大学 学生起業家協議会（現在は解散）の会長で、シンク・コンピュータ社 の CEOである アーロン・グリーンスパンはハーバードの学部生のころ、ハウスシステム というウェブサイトを2003年8月1日に立ち上げた。学生生活をハーバード公式ポータル my.harvardよりも利用者フレンドリーになるよう設計されたハウスシステムはさまざまな機能があり、デジタル招待状を持ったイベントカレンダー、写真アルバム、利用者がアップロード可能な「ポスター」、教師評価システム「クリティカルマス」、オンラインの物々交換「スチューデント・エクスチェンジ」、2003年9月19日時点での「ユニバーサル・フェイス・ブック」 当時「ジ・フェイスブック」 と呼ばれていたものが含まれていた。グリーンスパンは9月にザッカーバーグのプロフィールをザ・ハーバード・クリムゾン誌 で読んだ後、同級生のマーク・ザッカーバーグと電子メールを交換しはじめた。二人は2004年1月に会ったが、そのとき、ザッカーバーグだけでなく将来のFacebook社 共同創設者ダスティン・モスコウィツ、エジュアルド・サバリン、クリス・ヒューズはすでにハウスシステムの会員であった。(コネクトユー・チームのキャメロン・ウィンクルボスとビクター・ガオもハウスシステム会員だった) ザッカーバーグとグリーンスパンはそれぞれのプロジェクトは別々に取り組むこととしたが、「ジ・フェイスブック」に関するハウスシステムの技術面について、また、ザッカーバーグの最新プロジェクト（詳細は明らかにしなかったが）についても、頻繁に話をした。 2004年の春学期の間ずっと、グリーンスパンとザッカーバーグは CS91r (応用数学 91rとも呼ばれる)、10名の計算機科学のセミナーで音声認識技術を持つ PHP プログラミング言語に参加した。
2004年1月11日、グリーンスパンと会った後、ハウスシステムで「ユニバーサル・フェイス・ブック」を使いながら、ザッカーバーグは「<thefacebook.com」というドメイン名を一人で取得した。 2004年2月4日、thefacebook.comが立ち上がって、グリーンスパンは自分の成果物がそのサイトにあることを認識した。その後、ザッカーバーグが自分の成果物の機能をひとつずつ複製したと分かった。（そのことをザッカーバーグは否定している） グリーンスパンがハウスシステムに作りこんだ機能、例えば、デジタルイベントポスター、電子招待状、組織ページ、写真アルバム、マーケットプレイス、は最終的に thefacebook.comに同じ名前で現れていった。ザッカーバーグはこれらの機能の事を知っており、ある時点で、「君のフェイスネット ってやつはイケてるよ」とまで言った。 ソーシャルネットワーキング機能は、2004年3月にハウスシステムに追加され、名前「フェイスネット」はユニバーサルFacebookに変わった。グリーンスパンの主張について、ザッカーバーグはニューヨーク・タイムズ誌で「どう反応すればよいかわからない広報係を通して言っている」とコメントした。
2008年、グリーンスパンは著書「ハーバード学生時代とFacebook創世の時代」、彼の立場から見たFacebookの誕生と、そこに至るまでの出来事（ハーバード大学管理者代理としての激しい行動も含む）を書いた。 彼は、グーグル社のアドワーズを使った本の宣伝は禁止されていた。Facebookを本の副題に入っており、「Facebook」はFacebook社の登録商標だからである。 その商標は2006年の2年前には存在していたが、ひとつには、コネクトユー訴訟におけるfacebook.comドメイン名の争いへの防衛措置のためであった。
グリーンスパンの会社は「Facebook」登録商標のキャンセルを請願し、その中には、Facebook社による米国特許商標庁への先使用と詐欺行為の主張も含まれた。 グリーンスパンは自ら法廷で主張し、特許商標庁の商標裁判上訴委員会は彼の訴えは適切だと認めた。Facebook Inc.は、2009年5月下旬にグリーンスパンとの正式な和解に合意したとプレスリリースを発表したが、条件は明らかにされなかった。
グリーンスパンはベン・メズリッチの著書 の中で「アーロン・グロスマン」と何度も間違った名前で呼ばれている。 グリーンスパンはメズリッチの性格を歪曲して書くという噂を聞いて本への協力を拒否した。メズリッチは「オーソリタス」 を情報源としてあげたにも関わらず、グリーンスパンは映画ソーシャルネットワークの最終的な脚本には含まれなかった。
グリーンスパンはハフィントン・ポストでFacebookへの批判記事を数多く書いている。

### ポール・セグリア
2010年6月30日、ニューヨーク州アレガニー郡にある木質ペレット 燃料会社の所有者ポール・セグリア が、Facebookの84%の所有権および損害賠償を求め、ザッカーバーグに訴訟を提起した。セグリアによると、彼とザッカーバーグは、2003年4月28日に1,000ドルの初期費用で、ウェブサイトの売上の50%および、2004年1月1日からウェブサイト完成まで、1日1％の追加利子をセグリアが得るという契約を締結した。ザッカーバーグは当時他のプロジェクトも開発していた。その中には、Facebookの前身である「フェイスマッシュ」 が含まれたが、ドメイン名 thefacebook.comは 2004年1月1日まで登録していなかった。Facebookの経営陣は、「全く取るに足らないもの」として訴訟を却下した。Facebook 広報のバリー・シュニットはセグリアの弁護士が法定外で和解工作を行おうとして失敗したという声明を発表した。ABCワールドニュースのインタビューで、ザッカーバーグはそのような契約は締結していないと自信を持っていると述べた。当時、ザッカーバーグは「ストリートファックス」 という名前のプロジェクトのコード開発者としてセグリアに雇われていた。アレガニー裁判所の裁判官トーマス・ブラウンは、追って通知があるまで、Facebookの所有権に関するすべての移転差し止め命令を発行し、それに応えて、Facebook経営陣は正常に連邦裁判所に上訴して受入れられた。Facebookによると、命令は自社のビジネスに影響を与えないし、法的根拠も欠いているという。

### ヤング対Facebook社
「ヤング対Facebook社」訴訟では、カレン・ベス・ヤングは米国障害者法と関連する障害者に関する州法に違反しているのみならず、契約違反で無視であると主張した。地裁判事は、Facebookはウェブサイトではあり、物理的な場所はないため、米国障害者法が適用されないとし、訴状を却下した。

## 利用規約論争
Facebookはもともと利用規約 またはサービス規約を2009年2月4日に変更したが、その変更は消費者志向のブログThe Consumerist作家のクリス・ウォルターズが2009年2月15日に気づくまでは誰も気づかなかった。 ウォルターズはその変更が、Facebookに「利用者のコンテンツ何でもできる権利を与えた。永遠に 」と苦情を言った。 最も賛否両論を読んだ節は、「サイトに投稿された利用者コンテンツ」である。変更前はこのようなものであった。
「利用者はいつでもサイトから利用者コンテンツを削除できます。利用者が利用者コンテンツを削除する場合、上記の認可されたライセンスは自動的に期限切れになりますが、しかし、利用者は当社が利用者コンテンツのアーカイブ・コピーを保持することができることを承諾するものとします」 
「認可されたライセンス」とは、Facebookが利用者の「名前、好み、画像」をプロモーションや外部の広告で使用するライセンスのことを述べている。 新しい利用規約はライセンスが利用者が削除すると「自動的に期限切れになる」文言を削除した。この行を省略することにより、Facebookのライセンスは、コンテンツが削除されたあとも、永続的かつ取消不能の形で何年も利用者のコンテンツを利用できるよう延長される。
Facebook利用者の多くはFacebookの利用規約の変更に反対意見を表明し、コンテンツの所有権に関してインターネット全体を巻き込む論争になった。電子プライバシー情報センター（EPIC）は、 連邦取引委員会へ正式な苦情を申し立てた。多くの個人は、賛否両論がある条項の削除に不満を持った。3万8千人以上のFacebook利用者が、変更に反対する利用者・グループに参加し、多くのブログやニュースサイトが、この問題について書いた。
変更が2009年2月16日、ウォルターズのブログで明らかになったあと、ザッカーバーグはFacebookの利用規約の最近の変更に関してコメントを発表した。ザッカーバーグは、「私たちの理念は、人々が自分の情報を所有し、誰と共有するかをコントロールすることである」と述べた。 この声明に加えて、ザッカーバーグは、人が情報（電話番号、写真、メールアドレスなど）を公開するとき、同時に誰がこの情報にアクセスするかを完全にコントロールしたい欲求は残るというパラドックスが生まれると説明した。
批判を静めるために、Facebookはその当初の利用規約に戻った。しかし、2009年2月17日に、ザッカーバーグはFacebookがその使用当初の条件に戻ったが、パラドックスを解決するために新しい利用規約を作成中であることを、ブログに書いている。ザッカーバーグは、新しい利用規約はFacebook利用者が自分の情報を「共有し、コントロールすることを可能にし、そのことが誰にでもはっきりとわかる言葉で書かれるように」すると述べた。ザッカーバーグは、利用者がFacebookの「権利と責任の章典」と題されたグループに参加するよう招待 し、意見を出して、新しい利用規約の作成を手伝ってくれるよう求めた。
2009年2月26日に、ザッカーバーグは新しい利用規約の進捗状況をブログに投稿した。「当社は違ったやりかたでやりたいと考え、そのために、オープンで透明な方法で、一から作りなおした新しい利用規約でシステムを運営するつもりです」と書いた。ザッカーバーグはFacebookに2つの新しい規約を導入した。「Facebookの原則」 および「利用規約(the Statement of Rights and Responsibilities)」である。 追加された規約では利用者が新しい規約が正式にリリースされる前に利用者の投票で決められることになっている。「Facebookはまだ新しくかつそれゆえ潜在的に破壊的な技術を導入する業務を行なっている」とザッカーバーグは説明し、利用者は製品を支援する前に適合して慣れる必要がある、と説いた。
この新しい投票システムは、当初は、より民主的なソーシャルネットワークシステムへのFacebookの第一歩として称賛された。 しかしながら、新しい利用規約は、ケンブリッジ大学のコンピュータ科学者達の報告書において新しい利用規約を取り巻く民主的な手続きは不誠実で、新しい利用規約には重大な問題が残るとして、激しく非難された。 この報告書は、オープン・ライツ・グループによって推薦された。
2009年12月、EPIC や他の米国のプライバシー団体はFacebookの新しい利用規約に関して、別の 苦情 を 連邦通信委員会に申し立てた。2011年1月 EPICは、利用者の自宅住所と携帯電話情報を第3者の開発者と共有するFacebookの新しい規約は「特に18歳未満の子供に関して、誤解を招きやすく、利用者にとって明確なプライバシー保護策が取られていない」と 次の苦情 を申し立てた Facebookは一時的にその利用規約の実施を2011年2月に中断したが翌月には第三者規約を 「前向きに検討中」 と発表した。

## 相互運用性とデータの可搬性
Facebookは利用者に友人の情報、例えば連絡先情報を、他のサービスやソフトウェアで使用するためにエクスポートできないため批判されてきた。 ソーシャルグラフをオープン規格形式でエクスポートできないことはベンダーロックインにつながり、データの可搬性の原則に違反する。 Facebookの同意がない利用者情報の収集は利用規約違反であり 第三者による行為(例えば ウェブ・スクレイピング)はアカウントの停止 停止命令の手紙、第三者との訴訟 Power.comにつながる。
Facebookコネクトは、OpenIDとの相互運用性に欠けており批判されている。

## ベタービジネスビューローレビュー
2010年現在 ベタービジネスビューローは、Facebookに「A」評価を与えた
2010年現在36か月Facebookベタービジネスビュローが記録した苦情は1136であり、その内訳は101（消費者の求めに応じた払い戻し）、868（顧客の要求に応じて行動する）、1（利用規約を盾にした適応拒否）、20（未割り当て）、0（未回答）、136 (柔軟な対応を拒否する）であった。 Facebookによると、実際には送られていなかったのに、違反の警告が送られたと主張する顧客もいたという。

## セキュリティ
Facebookのソフトウェアはいいねジャックに対して脆弱だと証明されている。2010年7月28日 BBCの報道で、セキュリティコンサルタントロン・ボウズがちょっとしたコードをつかって1億人分のFacebookプロフィールを収集することができた。収集されたデータは、利用者のプライバシー設定では非表示になっていなかった。ボウズは、そのリストをオンラインで公開しました。ダウンロード可能なファイルとして共有されていたこのリストは、すべての検索可能なFacebook利用者のプロフィール、名前と一意のIDのURLが含まれている。ボウズは、彼がプライバシーの問題を強調するためにデータを公表したと言ったが、Facebookはすでに公開情報であったと主張した。

## 環境
2010年、オレゴン州プラインビルは、新しいFacebookのデータセンターのサイトとして選ば れた。 センターは契約した電力会社PacifiCorpが60%の電力を石炭から得ているためグリーンスペースのような環境団体から批判を受けた 2010年9月Facebookは石炭発電による電力の削減を要求する50万人の署名がある手紙をグリーンスペースから受け取った。

## 広告

### 不正なクリック
2012年7月、Limited Runというスタートアップ企業は、Facebookから来る クリックの80%はボットから来たと主張した。. Limited Runの共同創設者トム・マンゴはがTechCrunch に語ったところによると、彼らはGoogle Analyticsや自社開発ソフトウェアを含む6つのウェブ解析サービスを使用し、約1か月掛けてテストしこの結論を得た。

## 偽のアカウント
2012年8月、Facebookは8300万以上のFacebookアカウント（利用者総数の8.7％）が偽のアカウントであることを明らかにした。 これらの偽のプロフィールは、重複プロフィール、スパム目的のアカウント、ビジネス、組織、例えばペットのようなヒト以外の存在のプロフィールを含む。 これが明らかになった結果、Facebookの株価は20ドルを下回った。